# Grobya amherstiae
Grobya amherstiae är en orkidéart som beskrevs av John Lindley. Grobya amherstiae ingår i släktet Grobya och familjen orkidéer. Inga underarter finns listade i Catalogue of Life.

## Bildgalleri

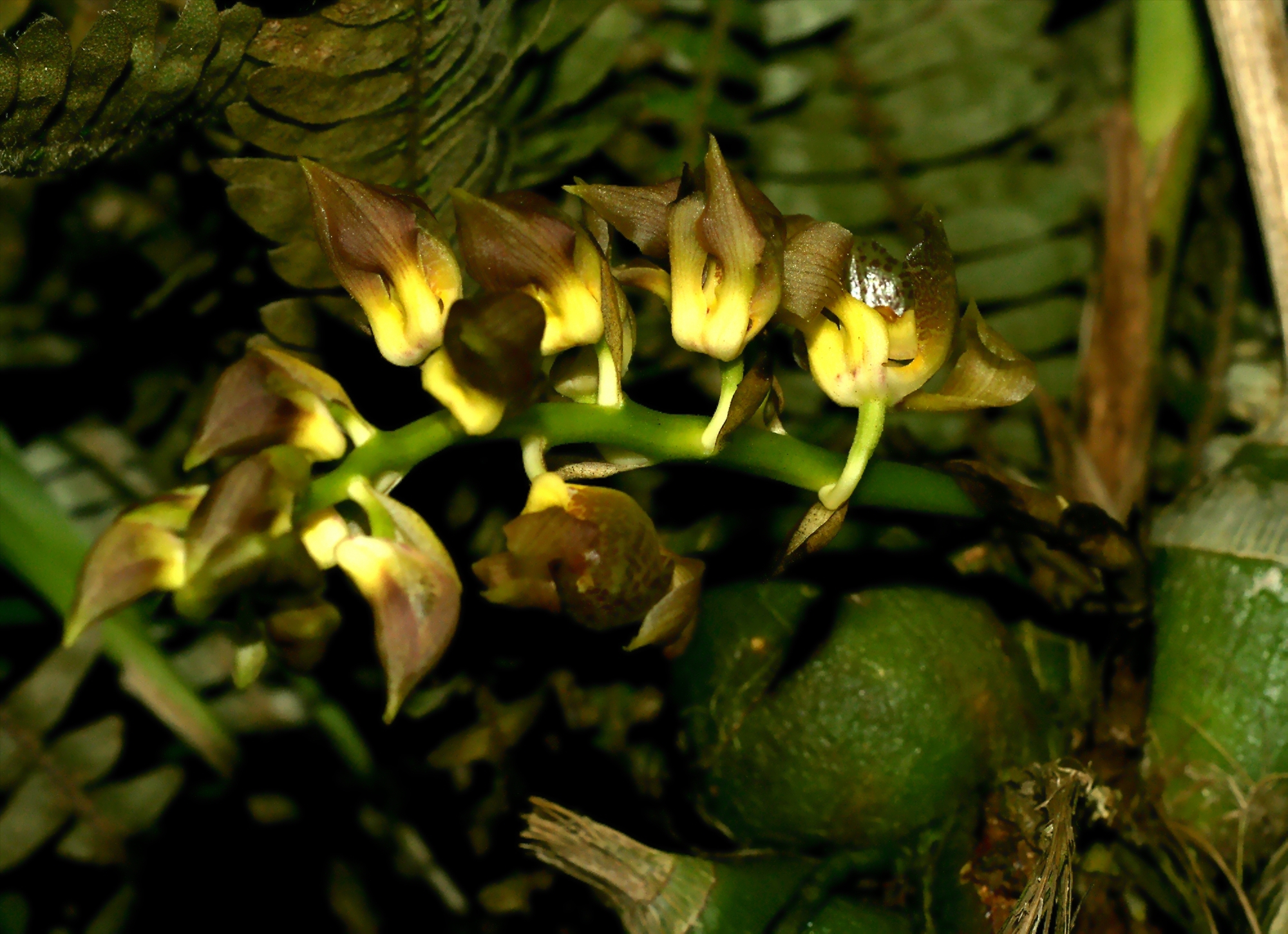
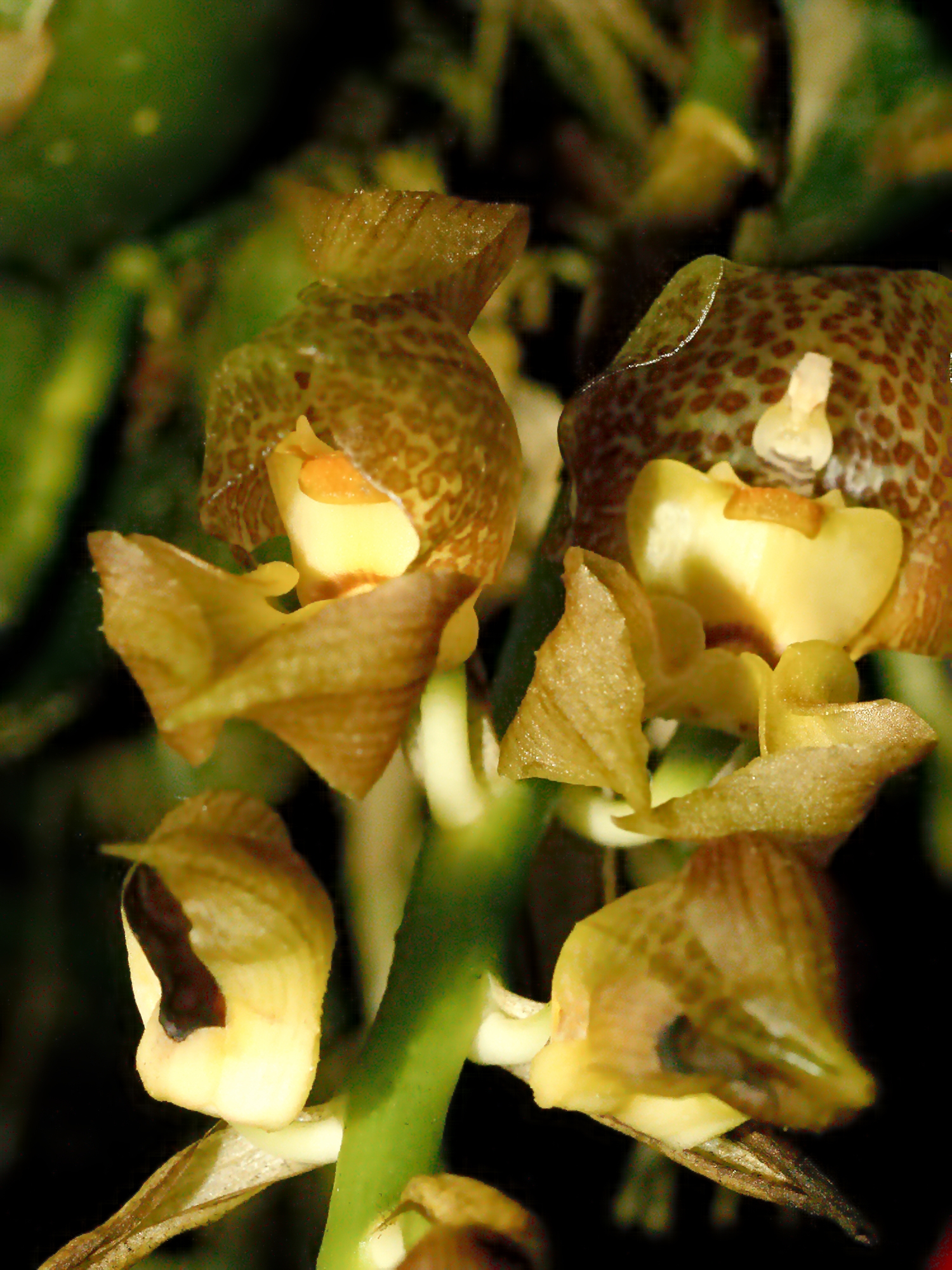